# Nelan Indah
Nelan Indah is een bestuurslaag in het regentschap Muko-Muko van de provincie Bengkulu, Indonesië. Nelan Indah telt 754 inwoners (volkstelling 2010).